# Varietats transsilvanes del romanès
Les varietats transsilvanes del romanès (en romanès subdialectele / graiurile transilvănene) són un grup de dialectes de la llengua romanesa (daco-romanès). Aquestes varietats cobreixen la regió històrica de Transsilvània, excepte diverses grans àrees al llarg de les vores cap als dialectes veïns.
Les varietats de Transsilvània formen part del grup septentrional de dialectes romanesos, juntament amb el moldau i el banat.
Entre les varietats de Transsilvània, el dialecte de Crișana és més fàcil de distingir, seguit del dialecte de Maramureș. Menys diferenciades hi ha altres dues zones dialectals, una al nord-est i una altra al centre i sud.

## Classificació
A diferència dels altres dialectes romanesos —els de Valàquia, Moldàvia i Banat—, el romanès de Transsilvània es divideix en moltes varietats de parla local més petites i menys diferenciades, cosa que dificulta la seva classificació dialectal. Les classificacions fetes fins a finals del segle xix incloïen un dialecte de Transsilvània, però tan bon punt es van disposar de dades lingüístiques detallades (a principis del segle XX), aquesta visió es va abandonar. El 1908 Gustav Weigand va utilitzar diferències fonètiques i va arribar a la conclusió que la llengua romanesa a Transsilvània era un mosaic de varietats de transició. Els investigadors posteriors van estar d'acord amb la seva visió.
Emil Petrovici va suggerir que aquesta fragmentació dialectal es podria atribuir al fet que Transsilvània ha estat habitada durant més temps i ha tingut temps suficient per diferenciar-se i dividir-se en petites cèl·lules dialectals, determinades per la geografia, mentre que Moldàvia i Valàquia van ser colonitzades relativament recentment, la qual cosa va donar lloc a una notable unitat dialectal en cadascuna d'aquestes dues regions.

## Característiques fonètiques
Com a grup, totes les varietats de Transsilvània comparteixen un petit nombre de característiques fonètiques comunes:
- Les vocals tòniques [e, ə, o] s'obren a [ɛ, ɜ, ɔ].
- Després de [s, z, t͡s], i en algunes varietats també després de [ʃ, ʒ, r], es produeixen els següents canvis vocàlics: [e] es converteix en [ə], [i] es converteix en [ɨ] i [e̯a] redueix a [a].
- El diftong [ɨj] troba en el dialecte valac es fa aquí com el monoftong [ɨ]: [ˈkɨne, ˈmɨne, ˈpɨne] per a câine, mâine, pâine.
- Les vocals accentuades solen pronunciar-se més temps.
- La vocal [a] davant d'una síl·laba tònica es tanca a [ə].
- En una sèrie de verbs, l'accent canvia a l'arrel: [ˈblastəm, ɨnˈfəʃur, ˈstrəkur, ˈməsur] per a blestém estàndard, înfășór, strecór, măsór.
- La vocal [u] es troba en el paradigma complet dels verbs a durmi, a adurmi ("adormir-se", comparat amb estàndard a dormi, a adormi).